# Bom Jesus do Amparo
Bom Jesus do Amparo é um município brasileiro no estado de Minas Gerais, Região Sudeste do país. Sua população recenseada em 2022 era de 5 631 habitantes.
A principal atividade econômica do município é  o agronegócio. É a terra onde nasceu o Cardeal Motta, que foi o primeiro arcebispo de Aparecida, além do violonista, compositor e poeta Mozart Bicalho.

## História

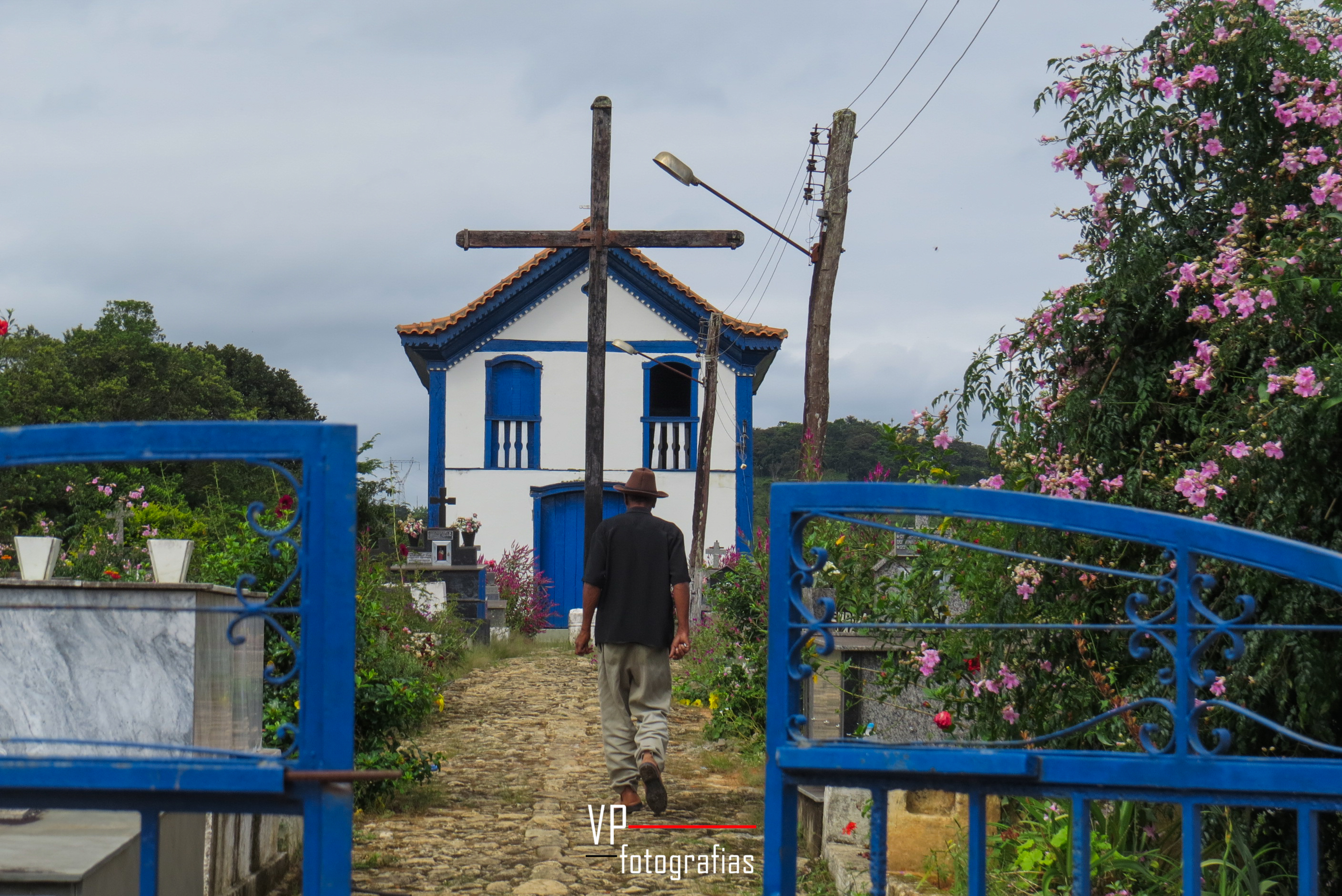
Capela de São Sebastião

O português Coronel João da Motta Ribeiro, no início do século XIX, estabeleceu-se na região que atualmente constitui o município de Bom Jesus do Amparo. O ciclo do ouro ainda não havia se esgotado e, aos poucos, João da Motta Ribeiro estabeleceu o seu local de trabalho e aglomerou alguns escravos. Em pouco tempo tornou-se um dos cidadãos mais respeitados da região, o que fez com que se casasse com a filha do Capitão João Teixeira Alves, Maria de Jesus Teixeira, de quem herdou uma fazenda. A fazenda pertencente ao coronel João da Motta começou a ser construída em 1800 e foi terminada em 1815. Como era grande a distância entre a propriedade e a freguesia mais próxima, foi construída em suas terras uma capela dedicada ao culto de Nossa Senhora da Conceição, com os santos e púlpitos pintados em ouro. Com a morte do coronel, em 3 de maio de 1835, a fazenda transferiu-se para seu filho João Pedro Augusto Teixeira da Motta, o qual teve a ideia de edificar uma capela (que posteriormente se tornou Matriz), auxiliado por Manuel da Motta Teixeira, Joaquim Camilo Teixeira da Motta, Pedro Augusto Teixeira da Motta, juntamente com os Teixeira Dias, os Dias Duarte e Antônio Vicente de Oliveira.
O terreno no qual foi edificada a igreja foi adquirido pelo coronel João da Motta Teixeira que o doou à Igreja Matriz, tendo início a construção em 1841 e o término em 1848. Com a construção da Igreja iniciou o aglomerado da freguesia que recebeu o nome de Senhor Bom Jesus do Amparo do Rio São João. Esta se instalou em 1858, de acordo com a lei nº. 898, e em 4 de junho do mesmo ano, passou a pertencer ao município de Santa Bárbara. Anteriormente, em 1842, pertenceu a Caeté. O sustento para o aglomerado de pessoas advinha da fazenda que, somente no eito, tinha 200 homens empregados. Aquela era encimada por três mirantes. Havia na casa muitas dependências reservadas a hóspedes, sala de música, sala de reza, senzala, etc. Ainda existia uma biblioteca que chegou a possuir 3.500 volumes.
Atualmente, a fazenda é tombada pelo IPHAN. Mas ainda na época a família de Motta Ribeiro doou uma porção de terra ao Senhor Bom Jesus, de quem era grande devota. Fizeram, então, vir de Portugal uma imagem do santo adquirida na cidade de Amparo. Por isso adquiriu o primeiro nome citado acima. Ainda hoje a cidade conserva a imagem que se encontra a matriz. Pelo decreto nº 1058 (1944-1948), o distrito foi desmembrado do município de Santa Bárbara, passando a pertencer ao município de Barão de Cocais. Pela lei nº 1039 de 12 de dezembro de 1953, Bom Jesus do Amparo foi elevado à categoria de cidade, desmembrando-se de Barão de Cocais.

## Geografia
De acordo com a divisão regional vigente desde 2017, instituída pelo IBGE, o município pertence às Regiões Geográficas Intermediária de Belo Horizonte e Imediata de Itabira. Até então, com a vigência das divisões em microrregiões e mesorregiões, fazia parte da microrregião de Itabira, que por sua vez estava incluída na mesorregião Metropolitana de Belo Horizonte.